# Primo Riccitelli
Primo Riccitelli (Campli, 9 d'agost de 1875 – Giulianova, 27 de març de 1941) fou un compositor italià.

## Biografia[1]
Pancrazio Primo Riccitelli fou fill de Giuseppe Riccitelli, un propietari d'un petit terreny, i de Maria Maiaroli, els quals van tenir un total de sis fills. Pancrazio va ser batejat l'endemà de néixer a la veïna casa parroquial de Molviano (Campli) amb el nom d'un dels seus avis, Pancrazio. Inicialment serà aquest el nom pel que serà conegut com a artista.
A l'any va ser confiat a càrrec d'un oncle vicari, Carlo Riccitelli. Va rebre els primers rudiments musicals de Nicola Dades, mestre de capella de la Catedral de Teramo. Amb una espineta de segona mà regalada per l'oncle va compondre algunes breus composicions de piano i vocals. Ben aviat va comprendre que no el cridava el sacerdoci. Al cap d'uns anys, i amb la complicitat del germà Antonio, va fugir del Seminari per dedicar-se completament a la composició.
A primers de gener del 1896, Riccitelli va ser rebut pel ja famós Pietro Mascagni, el qual feia poc havia estat nomenat director del Conservatori de Pesaro. Segons les darreres recerques realitzades al conservatori, no s'ha trobat cap rastre d'una inscripció normal de Riccitelli en el conservatori, i és força probable que Mascagni li hagués impartit lliçons d'harmonia de forma privada, havent superat Riccitelli àmpliament el límits d'edat per inscriure's al conservatori. Entre els companys d'estudi amb els quals Riccitelli va compartir els anys d'estudis a Pesaro, es troba un altre cèlebre compositor d'òperes, Riccardo Zandonai.
L'estimació de Mascagni es pot confirmar en l'expedició d'un diploma autògraf, que s'ha extraviat, i de la tasca d'intermediari que va dur a terme davant la Casa Musical Sonzogno de Milà, una de les més importants i antigues del país. D'aquest contacte va sortir l'encàrrec per part de l'editor d'una òpera Madonnetta, sobre llibret de Luigi Illica, ambientada a Roma a l'època del Risorgimento (unificació italiana), mai representada per divergències de punts de vista de la casa editora, i de seguida, el 1911, Maria sul Monte, que es va representar amb bon èxit com a cloenda de la temporada lírica de 1916 del Teatre Carcano de Milà, el 8 de juliol de 1916, i fou repetida la següent temporada, sense que s'hagi representat mai més.
Va ser cridat per l'exèrcit a l'inici de la Primera Guerra Mundial, deixant-lo l'any 1919 amb el grau de sotstinent. A final de juny d'aquell any Mascagni li va posar en contacte amb Augusto Laganà, de la Societat del Teatre Lírico Italià, contacte que el va possibilitar la composició d'una òpera en un acte amb llibret de Giovacchino Forzano. Aquesta obra va ser I Compagnacci, la més afortunada i exitosa de les creacions de Riccitelli. Es tracta d'un melodrama en un acte en l'entorn medieval de la Toscana, que en alguns versos recorda al Gianni Schicchi de Giacomo Puccini.
El 10 d'abril de 1923 es va estrenar amb un gran èxit l'òpera I Compagnacci al Teatre de l'Òpera de Roma, sota la direcció de Gabriele Santini, amb Taurino Parvis (Bernardo), Ofelia Parisini (Anna Maria), l'espanyol Antonio Cortis (Baldo), Gino de Vecchi (Venanzio), Luigi Nardi (Noferi), Nelo Palai (Ghiandaia), Anna Maria Bertolasi (Salvestra).
El 15 de novembre següent l'obra es va representar a l'apertura de la temporada del Teatro all Scala de Milà 1923-1924, sota la direcció de Vittorio Gui, precedida de la Salome de Richard Strauss.
El dia 1 de gener de 1924, sota la direcció de Giulio Gatti-Casazza, l'obra va arribar al Metropolitan Opera de Nova York, sent repetida el 14 del mateix mes i el 16 del febrer següent. Benimiano Gigli va interpretar el rol de Baldo, mentre que Elisabeth Rethberg, una de les més grans dives del panorama operístic internacional d'aquell període, va interpretar el paper d'Anna Maria, Angelo Badà el de Noferi i el jove Lawrence Tibbett el d'Herald. La direcció musical va anar a càrrec de Roberto Moranzoni, un altre alumne de Pietro Mascagni. L'obra va ser aleshores representada per tot Itàlia, i al Teatre Khedivial del Caire l'any 1924.
El 25 de març de 1925 Riccitelli es va casar a Roma amb Iside Marziani.
Després del gran èxit de I Compagnacci, l'empresari Walter Mocchi va encarregar a Riccitelli una obra nova en tres actes sobre un llibret també de Forzano. L'obra, que per molts constitueix l'èxit més madur de l'art de Riccitelli, es va anomenar Madonna Oretta, ambientada a l'inici del Cinquecento. La partitura havia d'haver-se enllestit pel desembre de 1925, però per una sèrie de circumstàncies la van ajornar fins al 1927. L'estrena va tenir lloc el 4 de febrer de 1932 al Teatre Real de l'Òpera de Roma, amb Gianna Pederzini en el rol de la protagonista, Antonio Melandri en la part del Comte, Carmen Melis en la de Genovieffa. El director d'orquestra va ser Gabriele Santini. Gairebé amb el mateixos intèrprets, però sota la direcció de Domenico Messina, l'òpera va ser representada el 3 de maig del mateix any al Teatre Comunale de Teramo.
L'òpera va ser representada més vegades i, com I Compagnacci, va ser transmesa per l'emissora de ràdio de l'EIAR (Ente Italiano per le Audizioni Radiofoniche, avui en dia la Rai). I Compagnacci va ser novamente representada, entre altres ocasions, per Fernando Previtali en el 1939, i per Armando La Rosa Parodi en el 1941.
Després d'una breu malaltia, i afligit de creixents dificultats econòmiques, Riccitelli va morir el 27 març de 1941 a Giulianova, on va ser sepultat. Els darrers temps de la seva vida els va dedicar a la composició de Capitan Fracassa, una òpera còmica lliurement inspirada en la famosa novel·la burlesca Le Capitaine Fracasse de Théophile Gautier, que va quedar incompleta i que es considera perduda. Després de la mort del músic, el llibretista Forzano es va encarregar de dues representacions de I Compagnacci, el 1952 al Teatre Comunale de Teramo, i el 1962 al Teatre de l'Òpera de Roma.
En època recent diverses ciutats li han dedicat un carrer, entre elles Teramo, Bellante i Sant'Egidio alla Vibrata. A Sant'Onofrio di Campli el 20 d'abril de 2006 es va col·locar una estàtua en bronze dedicada a Riccitelli, a l'entrada del cementiri. La banda musical més important de Bellante porta el seu nom.
Des de 1978 la Societat de Teramo de Concerts s'anomena "Primo Riccitelli", i més tard va prendre el nom de Societat de Música i Teatre "Primo Riccitelli". El 4 de juny de 1988, la Societat "Primo Riccitelli" va organitzar un acte commemoratiu i d'estudi sota el nom de "Celebracions en honor de Primo Riccitelli", les quals van incloure una conferència moderada per Giammario Sgattoni, amb discursos de Michelangelo Zurletti, Fiamma Nicolodi, Antonio Calenda, Guido Salvetti i Walter Tortoreto, així com un recital en què es interpretar escenes de I Compagnacci i Maria sul Monte, juntament amb el romanç M'amasti mai (mai em vas estimar). A càrrec de la Societat "Riccitelli" es va tornara representar I Compagnacci al novembre de 1999 al Teatre Comunale de Teramo. Va aparèixer després una publicació i edició discogràfica dedicada a l'òpera, la primera i ara per ara l'única existent sobre el compositor.
L'any 2006 es va crear un "Festival Riccitelliano" a Giulianova, a instàncies de la besneta Agnese Riccitelli i sota la seva direcció artística, amb el propòsit de recuperar les obres de Riccitelli menys conegudes, incloent-hi Madonna Oretta, executada en format de concert el 2008.
En el 2010 va néixer l'associació "Família Primo Riccitelli", creada pels besnets Agnese i Massimiliano Riccitelli per contribuir a promoure, revalorar i difondre la música i l'herència musical del mestre. El 24 de maig de 2011 la companyia d'òpera italo-nord-americana Teatre Grattacielo, la qual treballa sobre la recuperació del repertori líric italià menys conegut, va reestrenar I Compagnacci al Roses Theatre de Nova York, sota la presidència d'honor d'Agnese Riccitelli.
A l'estiu de 2011 l'ajuntament de Campli, juntament amb l'associació "Família Primo Riccitelli" i l'Associació Cultural Kymbala, va crear un festival estable d'estiu dedicat a Primo Riccitelli, el qual proporcionarà al llarg dels anys la representació de totes les seves obres publicades. Les celebracions de 2011, en celebració dels 70 anys de la seva mort, van culminar amb un concert celebrat a la ciutat natal del compositor.

## Composicions

### Òperes representades
- Maria sul Monte, llegenda lírica en dos actes, llibret de Carlo Zangarini (Milà, Teatre Carcano, 8 de juliol de 1916).
- I Compagnacci, comèdia lírica en un acte, llibret de Giovacchino Forzano (Roma, Teatre Costanzi, 10 d'abril de 1923).
- Madonna Oretta, comèdia lírica en tres actes, llibret de Giovacchino Forzano (Roma, Teatre Real d'Òpera, 3 de febrer de 1932).

### Obres teatrals inèdites, perdudes o no catalogades

#### Període de Pesaro (1896-1903)
- Francesca da Rimini, sobre versos de la tragèdia homònima de Silvio Pellico
- Heremus, poema simfònic per solistes, cor i orquestra, sobre versos de Carlo Zangarini
- Lory, melodrama en tres actes, sobre llibret propi
- Nena, escena siciliana en un acte
- Suor Maddalena, místic-dramàtic

#### Període de Milà
- Madonnetta, melodrama sobre llibret de Luigi Illica, mai representat (1907 o 1910)
- Giuliano, incompleta

#### Darrers anys
- Capitan Fracassa, llibret de Giuseppe Maria Viti (basat en la novel·la homònima de Théophile Gautier), incompleta (1939-1941)

### Romances de cambra
- Deh non guardarmi!..., versos d'Antonio Espera (1899), manuscrit inèdit
- Chiamatelo destino, versos d'Enrico Panzacchi, editat el 1901 i reeditat el 1924
- M'amasti mai?, versos d'Enrico Panzacchi (sense data), manuscrit inèdit